# Mirat Sarsembajev
Mirat Sarsembajev (Мират Сарсембаев, født 13. juli 1986) er en kasakhstansk amatørbokser, som konkurrerer i vægtklassen fluevægt. Sarsembajev fik sin olympiske debut da han repræsenterede Kasakhstan under Sommer-OL 2008 hvor han blev han slået ud i ottendedelsfinalen. Han deltog også i VM i 2005 i Mianyang, Kina hvor han vandt en bronzemedalje. Han har også en guldmedalje fra Asien legene i 2007.